# 阮章
阮章（1902年7月27日—1926年3月16日），又名阮辛、阮济，字炳文，祖籍广东中山南朗镇赤坎村，中国共产党第四次全国代表大会最年轻代表。

## 生平
阮章出生在上海，4岁时随父母到唐山，1919年毕业于天津南开中学。阮章高中毕业后，在唐山车辆制造厂当练习生。1921年阮章成為工会委员，同年7月，参加社会主义青年团。他创建了工人图书馆，发行北京共产主义小组创办的刊物《工人周刊》。
1922年4月经邓培介绍加入中国共产党。童年10月，參與开滦五矿同盟大罢工。曾任中共唐山地委代理书记、书记，唐山社会主义青年团书记等职务。1925年1月11日，阮章作为唐山代表參加中国共产党第四次全国代表大会。1926年3月16日因病在秦皇岛去世。